# Plectranthias lasti
Plectranthias lasti is een straalvinnige vissensoort uit de familie van zaag- of zeebaarzen (Serranidae). De wetenschappelijke naam van de soort werd voor het eerst geldig gepubliceerd in 1995 door Randall & Hoese.